# Solok Ambah
Solok Ambah is een bestuurslaag in het regentschap Sijunjung van de provincie West-Sumatra, Indonesië. Solok Ambah telt 2537 inwoners (volkstelling 2010).